# メモリー・モーテル
「メモリー・モーテル」(Memory Motel)は、ローリング・ストーンズの1976年のアルバム『ブラック・アンド・ブルー』収録曲。

## 概要
1975年6月1日から8月8日にかけてアメリカ国内（一部カナダ）を回るツアーが行われるが、本作品はそのツアーの前に書き始められた。ニューヨーク州ロング・アイランド島の東端のモントークにアンディ・ウォーホールの家があり、そこにミック・ジャガーがキース・リチャーズと共に滞在している時に書かれた。タイトルは実際にモントークにあったホテルの名前からとられている。同年3月から4月にかけてミュンヘンのミュージックランド・スタジオで録音され、10月から12月までの間にオーバーダビングが行われた。
1976年4月23日発売のアルバム『ブラック・アンド・ブルー』に収録された。
7分を超える長い作品であること、ジャガーとリチャーズが分け合って歌っている点などを特徴とする。

## レコーディング・メンバー
- ミック・ジャガー - リード・ボーカル、バッキング・ボーカル、ピアノ
- キース・リチャーズ - リード・ボーカル、バッキング・ボーカル、エレクトリックピアノ
- ロン・ウッド - バッキング・ボーカル
- ビル・ワイマン - ベース
- チャーリー・ワッツ - ドラムズ
- ビリー・プレストン - シンセサイザー、バッキング・ボーカル
- ハーヴィー・マンデル - エレクトリック・ギター
- ウェイン・パーキンズ - アコースティック・ギター